# Sidi Laaroussi
Sidi Laaroussi  (in arabo سيدي لعروسي‎?) è un centro abitato e comune rurale del Marocco situato nella provincia di Essaouira, regione di Marrakech-Safi. Conta una popolazione di 12 357 abitanti (censimento 2014).